# Martín Landajo

a Compétitions nationales et continentales officielles uniquement.

b Matchs officiels uniquement.
Dernière mise à jour le 7 avril 2024.
Martín Landajo, né le 14 juin 1988 à Buenos Aires, est un international argentin de rugby à XV évoluant au poste de demi de mêlée.

## Palmarès
- Vainqueur du Championnat d'Angleterre en 2021 avec les Harlequins.

## Statistiques
Au 31 octobre 2015, Martín Landajo compte 53 sélections avec l'Argentine, dont 36 en tant que titulaire. Il inscrit quinze points, trois essais. Il obtient sa première sélection le 8 novembre 2008 lors d'une rencontre contre le Chili.
Il dispute quatre éditions du Rugby Championship, en 2012, 2013, 2014 et 2015. Il compte 21 matchs dans cette compétition, inscrivant deux essais.
Il participe à une édition de la coupe du monde, en 2015. Il dispute sept matchs, contre la Nouvelle-Zélande, la Géorgie, les Tonga, la Namibie, l'Irlande, l'Australie et l'Afrique du Sud.